# Црнешево
Црнешево (грч. Γαρέφι, Гарефи) је насељено место у општини Меглен у периферији Средишња Македонија, Грчка. Према попису из 2021. године било је 625 становника.
Према бугарском географу и историчару, Василу Канчову, у Црнешеву је 1900. године живело 580 Словена муслимана и 210 Словена хришћана. Село се састоји од махала Горње и Доње Црнешево. Горње Црнешево настањивали су Словени хришћани, а Доње Црнешево Словени муслимани, који су током 18. века због притиска и веће сигурности за живот прешли на ислам. Године 1924. муслиманско становништво је принудно исељено у Турску а на њихово место је насељено 110 грчких избеглица. Временом су грчке избеглице напуштале Доње Црнешево а њихова имања су откупљивали Словени из Горњег Црнешева. Македонски историчар Тодор Симовски, 1998. године наводи да је Црнешево словенско насеље.